# 体侧线

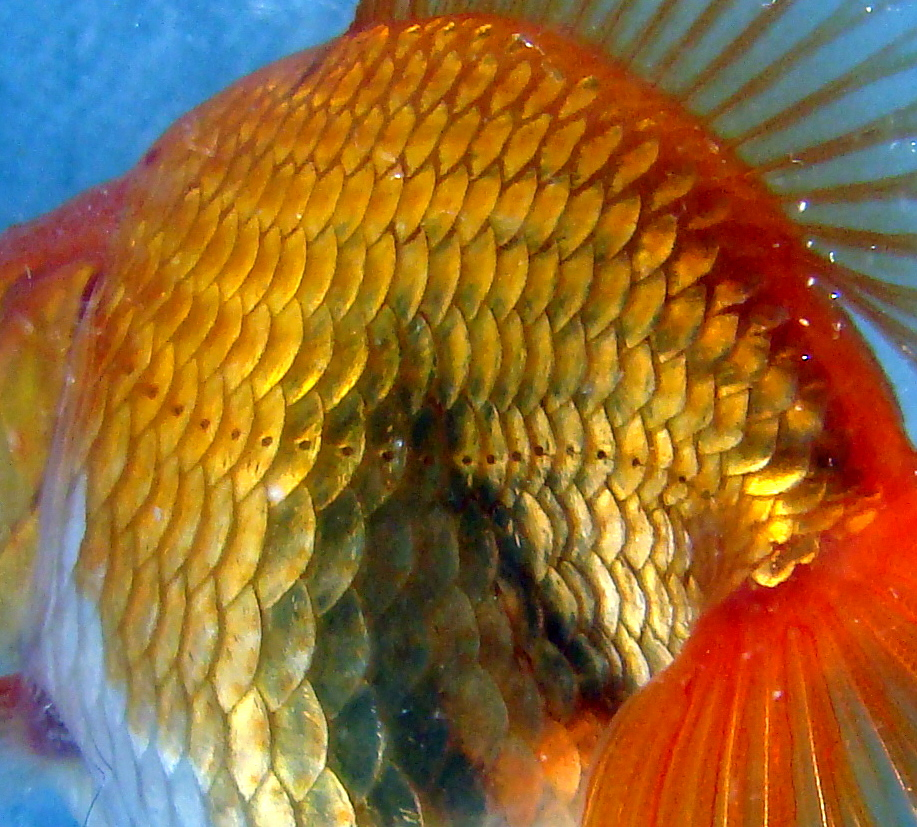
In this oblique view of a goldfish (Carassius auratus), some of the pored scales of the lateral line system are visible.

鯊魚的體側線

体侧线（lateral line；lateral line system (LLS)；lateral line organ (LLO)；側線管系；側線系；側線系統）是压力感受器官，又稱侧线或感覺溝，俗称鱼腥线。几乎所有的鱼、在水中生活的两栖动物如蝾螈或是爪蟾，还有很多水生的爬行动物，如鳄鱼等，都有体侧线。这种细小的感受器官成百上千的排列在身体侧边。在鱼类身体侧面大于正中，人们可以看见一条清晰的点状线，故名。体侧线感受水流和压力波。
体侧线的组成有两种，一是劳伦氏壶腹（Ampullae of Lorenzini），二是神经丘（Neuromasts）。后者是众多的感受细胞，它们的感觉毛在胶质状的壶腹帽（Cupula）中。水流造成壶腹帽的偏移，产生神经冲动。

## 外部連結
- The Fish Lateral Line: How to Detect Hydrodynamic Stimuli （页面存档备份，存于）
- YouTube上的The LATERAL LINE of a Fish